# Maniho insulanus
Maniho insulanus är en spindelart som beskrevs av Forster och Wilton 1973. Maniho insulanus ingår i släktet Maniho och familjen Amphinectidae. Inga underarter finns listade i Catalogue of Life.